# Château de Malpaga

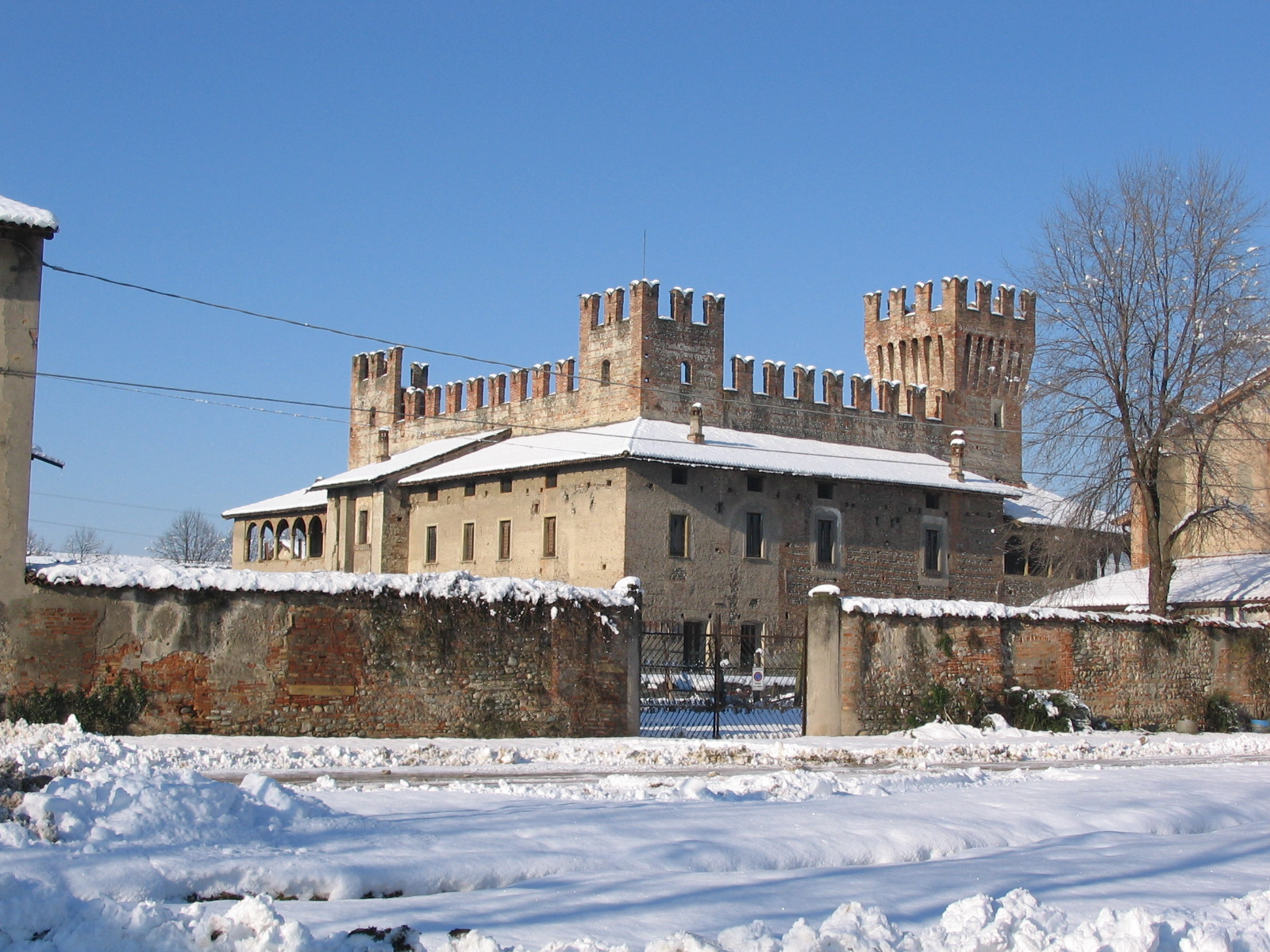
Le château en hiver

Le château de Malpaga (en italien : Castello di Malpaga ) est un château situé sur le territoire communal de Cavernago, un village de la province de Bergame, dans le nord de l'Italie . Ses principales caractéristiques sont les salles intérieures décorées de fresques par le peintre de la Renaissance Il Romanino.

## Histoire
Après un assaut dans les années 1440, le château édifié au début du Moyen Âge était en ruines. En 1456, le condottiere et noble Bartolomeo Colleoni acquiert le château en ruine de la commune de Bergame. Il l'agrandit et l'enrichit pour en faire une base militaire pour ses troupes et une résidence seigneuriale, à la manière typique de la Renaissance italienne.
Le plan du château est de forme carrée. Il est ceint de deux rangées de murs à merlons et d'un fossé. La première ligne,  disparue, comprenait les écuries et les casernes . Les murs intérieurs du château sont décorés de fresques, dont certaines sont détériorés, attribuées à Il Romanino. 

## Les fresques
Certaines fresques célèbrent la visite en 1474 du roi Christian Ier de Danemark et la somptueuse hospitalité offerte par Bartolomeo Colleoni, notamment des banquets, des expéditions de chasse et des tournois. Celles-ci ont été commandées par les héritiers de Bartolomeo vers 1520-1530 pour célébrer le membre le plus célèbre de la famille. Au premier étage se trouvent des fresques du XVIIe siècle.
Outre la visite de Christian Ier, les fresques représentent des allégories, comme celle du Silence (allusion aux secrets qui doivent être gardés par le personnel du château), et les portraits idéalisés de Colleoni et du roi. Dans la cour, également attribuée à Romanino, se trouve la représentation de la bataille de Molinella (ou Riccardina), combattue par Colleoni en 1467 près de Bologne. Une autre fresque du XVe siècle de la Vierge à l'Enfant, réalisée par un artiste inconnu, se trouve dans le studio privé de Colleoni.

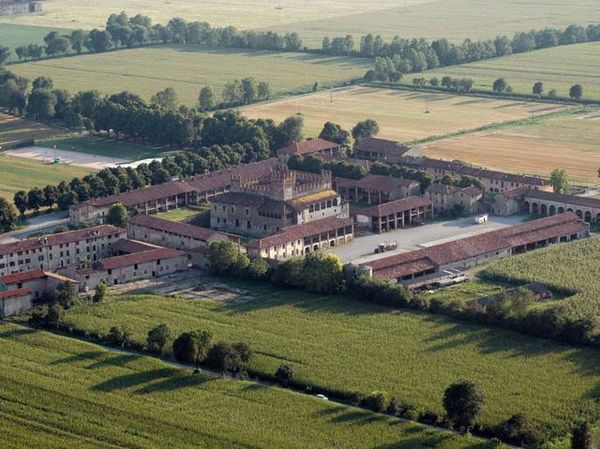
Une vue aérienne du château.
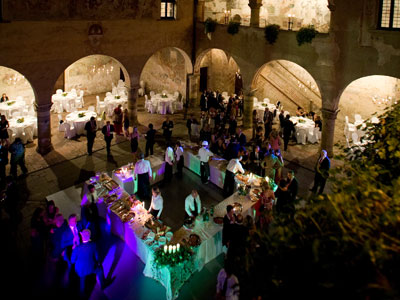
Un dîner au château.
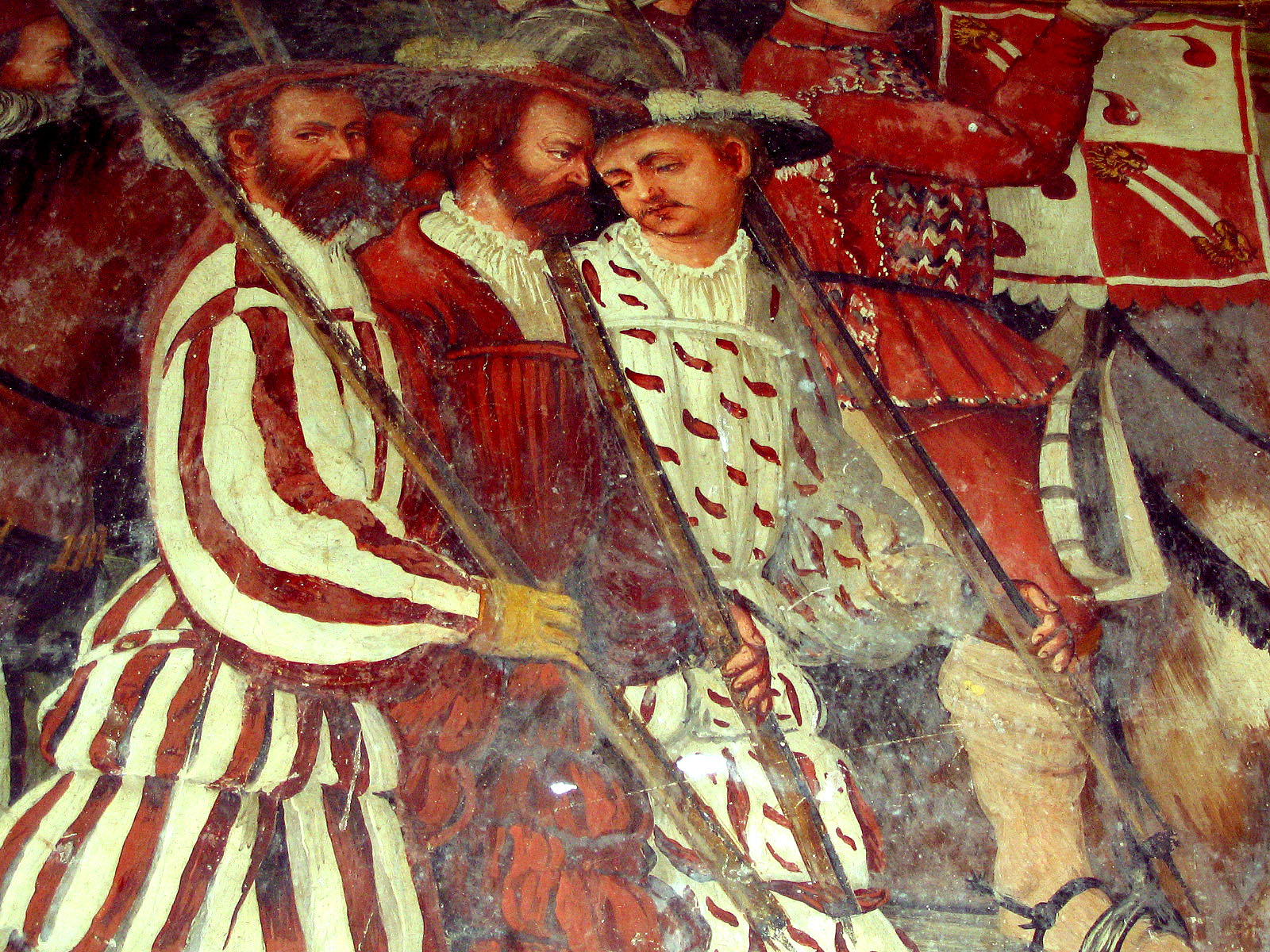
Fresque avec des soldats.
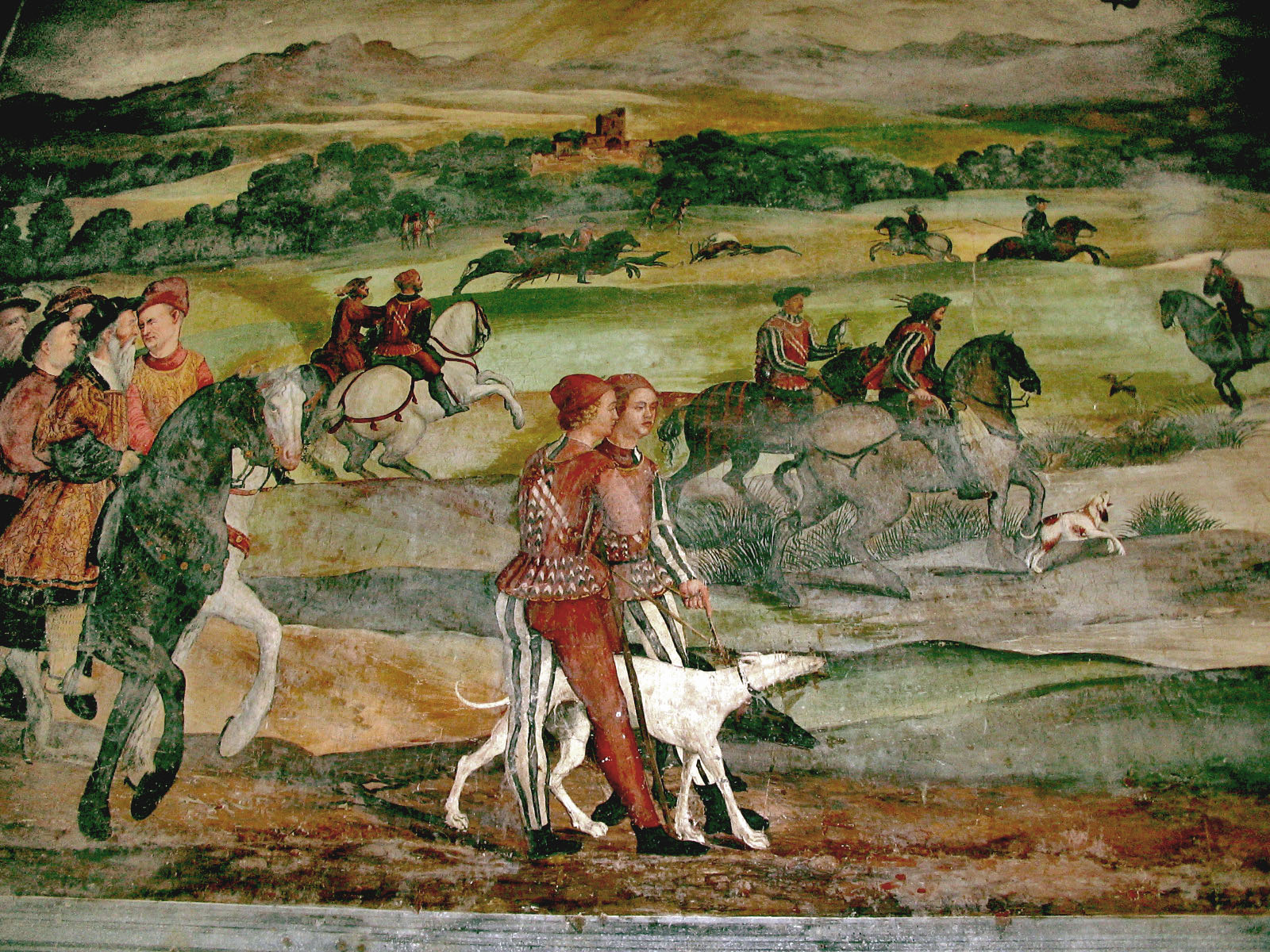
Scène de chasse.

## Sources
- (it) Antonio Cornazzano, Vita di Bartolomeo Colleoni, Manziana, Vecchiarelli, 1990 (ISBN 88-85316-16-6).
- (it) Finazzi G., I Guelfi e Ghibellini in Bergamo, Bergamo, 1870.